# Petite-Chaux
Petite-Chaux település Franciaországban, Doubs megyében. Lakosainak száma 174 fő (2022. január 1.). Petite-Chaux Reculfoz, Chaux-Neuve, Le Crouzet és Mouthe községekkel határos.

## Népesség
A település népességének változása:
| Lakosok száma | 114  | 77   | 128  | 129  | 152  | 147  | 143  | 142  | 152  | 174  |
|               | 1968 | 1982 | 1990 | 2006 | 2013 | 2015 | 2017 | 2019 | 2020 | 2022 |